# Pseudotryblidium neesii
Pseudotryblidium neesii — вид грибів, що належить до монотипового роду  Pseudotryblidium.